# Hybomys trivirgatus
Hybomys trivirgatus  (Temminck, 1853) è un roditore della famiglia dei Muridi diffuso nell'Africa occidentale.

## Descrizione

### Dimensioni
Roditore di piccole dimensioni, con la lunghezza della testa e del corpo tra 113 e 141 mm, la lunghezza della coda tra 90 e 120 mm, la lunghezza del piede tra 30 e 34 mm, la lunghezza delle orecchie tra 15 e 18 mm e un peso fino a 71 g.

### Aspetto
La pelliccia è corta, densa e liscia. Le parti superiori variano dal bruno-giallastro al bruno-grigiastro, mentre le parti ventrali sono bianche con dei riflessi rossicci. Una striscia longitudinale nera si estende dalla nuca alla base delle orecchie, affiancata su ogni lato da una striscia nerastra più corta.  Le orecchie sono piccole, ovali e ricoperte di peli rossastri. Un piccolo ciuffo dello stesso colore è presente alla base di ognuna di esse. Le vibrisse sono marroni. Il dorso delle zampe è marrone chiaro, mentre la pianta dei piedi è nera e priva di peli. La coda è più corta della testa e del corpo, uniformemente marrone scura o nerastra, con la parte inferiore leggermente più chiara. Le femmine hanno due paia di mammelle inguinali. Il cariotipo è 2n=40-43 FN=40-43.

## Biologia

### Comportamento
È una specie terricola, attiva sia di giorno che di notte.

### Alimentazione
Si nutre di formiche, termiti, scarafaggi, ortotteri e parti vegetali.

### Riproduzione
In Nigeria sono state osservate femmine gravide con 2-3 embrioni tra novembre e febbraio, marzo, luglio e settembre.

## Distribuzione e habitat
Questa specie è diffusa nella Sierra Leone orientale, Guinea sud-orientale, Liberia; Costa d'Avorio e Ghana meridionali, Nigeria sud-occidentale.
Vive nelle foreste primarie umide e secondarie umide tropicali.

## Conservazione
La IUCN Red List, nonostante alcune riduzioni della popolazione negli ultimi anni, classifica H.trivirgatus come specie a rischio minimo (Least Concern).